# 北出清五郎
北出 清五郎（きたで せいごろう、1922年12月5日 - 2003年1月19日）は東京都出身の元NHKアナウンサー。

## 来歴・人物
中央大学を卒業後、1947年NHK入局。1980年に退職した。 
大相撲中継はテレビ放送が始まった1953年夏場所から担当し、「相撲の北出」として知られた。正確な描写と徹底した取材に基づいたデータを駆使してテレビアナウンスの基礎を作り出した。定年退職後もアナウンス顧問や解説者として長年にわたり出演した。
昭和30年代にNHK総合で中継された有馬記念のレース実況を担当した。箱根駅伝でもNHKラジオ第1の中継で28回実況を担当した。
オリンピック中継ではNHKのエースアナウンサーとして数々の大会を担当、特に1964年に日本で初めて開催された東京オリンピックの開会式で「世界中の秋晴れを、全部東京に持ってきたような素晴らしい秋日和であります」や、1972年札幌オリンピックのスキージャンプでの「さあ笠谷、金メダルへのジャンプ－飛んだ！決まった！」などの名実況も残した。
紅白歌合戦（総合・ラジオ第1）では、第4回（1953年）、第18回（1967年）、第21回（1970年）で司会を担当した。
2003年1月19日、心不全のため死去。80歳没。奇しくもこの日は「平成の大横綱」貴乃花の現役最後の一番の日であった。
没後の2019年12月15日に放送された大河ドラマ『いだてん〜東京オリムピック噺〜』（総合）第47回（最終回）の1964年東京オリンピック開会式のシーンでは、俳優の政岡泰志が演じたが実況の音声は北出清五郎本人のものを使用した。

## 著書
- 『栄光のドキュメント : 私の見たオリンピック』日本放送出版協会、1976年6月20日。NDLJP:12138857。
- 『大相撲への招待』（廣済堂出版、1977年5月）
- 『大相撲との日々 相撲アナ一代』（日刊スポーツ新聞社、1980年）
- 『話のふれ太鼓』（廣済堂出版、1981年11月）
- 「北出アナのすもう雑学」（グラフ社、1983年）「ものしり雑学 大相撲」（三笠書房知的生きかた文庫、1992年
- 『相撲部屋おかみさん太閤記』（文化出版局、1983年11月）
- 『人生負けても勝っても - 高見山大五郎物語』（小学館、1984年6月）
- 『大相撲を支えた人たち』（ベースボール・マガジン社、1985年